# Без мужчин
«Без мужчин» — российский художественный фильм режиссёров Алисы Хмельницкой и Резо Гигинеишвили.
Премьера состоялась 1 сентября 2011 года.

## В ролях
| Актёр             | Роль                                                            |
| ----------------- | --------------------------------------------------------------- |
| Вера Воронкова    | Александра Николаевна Рощина                                    |
| Надежда Михалкова | Женя                                                            |
| Артур Смольянинов | Сергей                                                          |
| Александр Сирин   | Дитрих                                                          |
| Сергей Газаров    | Семёнов, массажист, институтский приятель Александры Николаевны |
| Пётр Фёдоров      | Коля Волков, стриптизёр                                         |
| Михаил Пореченков | Стасик                                                          |
| Анна Михалкова    | любовница Стасика                                               |
| Михаил Евланов    | хулиган                                                         |
| Дэни Дадаев       | врач «Скорой помощи»                                            |
| Мария Белая       | администратор мужского стриптиз-бара                            |
| Полина Филоненко  | Ирина, дочь Александры Николаевны                               |
| Антон Шагин       | милиционер                                                      |
| Фёдор Лавров      | Паша                                                            |
| Леонид Громов     | милиционер                                                      |

## Рецензии и отзывы
Программный директор «Кинотавра» о дебютных работах на фестивале:

Мы посмотрели немало дебютов, эти две картины оказались наиболее профессиональными, на голову выше других работ молодых режиссёров, которые мы должны показывать. Мы всегда их будем показывать и не будем отсеивать лишь по той причине, что там фамилии, которые могут нанести ущерб моей репутации.
— Ситора Алиева

Вначале я принимал активное участие в картине как продюсер. Но в подготовительный период стало ясно, что моя помощь больше, чем просто помощь, и мы стали снимать вместе. Но история принадлежит Алисе, и я этому следовал. Кроме того, мне всегда было интересно думать о женщинах — во всех смыслах этого слова.
— Резо Гигинеишвили

## Съёмочная группа
- Алиса Хмельницкая, Резо Гигинеишвили - режиссер
- Алиса Хмельницкая - автор сценария
- Максим Осадчий - оператор
- Дато Евгенидзе - композитор
- Максим Королёв, Резо Гигинеишвили, Бахтиер Худойназаров, Геннадий Островский - продюсеры.

## Награды и фестивали
- 2011 — «Кинотавр» — участник основного конкурса